# Hasse Olsson (musiker)
Hasse Olsson , född 18 april 1951, är en svensk organist, keyboardist och producent som varit verksam i Sverige sedan slutet av 1970-talet. Han har varit organist i bandet Stockholm Stoner med Mats Ronander.

## Biografi
Olsson första framträdanden var då han deltog på Peter Lundblads soundtrack till Tove Janssons Vem ska trösta knyttet, som spelades in 1977 och kom ut 1978, och live med "Wellander Ronander Band" 1978. Under 1980-talet var han på många turnéer då han var kapellmästare i Ulf Lundells band från 1980 till 1987 både i studio och på scen och samtidigt var medlem i Dan Hylanders och Py Bäckmans Raj Montana Band. Han spelade även hammondorgel i Low budget blues band med bland andra Mats Ronander och Lasse Wellander. Under stor del av 80-talet spelade han med, och producerade, Tove Naess. Med henne var han även verksam som låtskrivare. Hasse Olsson var med och skrev musiken till filmatiseringen av Ulf Lundells roman Sömnen 1983. Han spelade med många av artisterna som deltog under ANC-galan i Göteborg 1985.
Olsson medverkade även på turnén "Klubbrock" 1992, med både svenska och internationella artister. 1995 gav Hasse Olsson, under namnet "Cloudscape", ut en meditationsplatta som hette "Ambiens Volym 1" och där han själv var upphovsman. Bland andra artister som Olsson spelat med under sin karriär kan nämnas: Ted Gärdestad, Eva Dahlgren, Pugh Rogefeldt,  Mikael Rickfors, Lis Sørensen, Totta Näslund, Sanne Salomonsen, Åge Aleksandersen, Kal P. Dal, Lisa Nilsson, Mick Ronson, Tommy Nilsson, Ola Magnell, Lasse Tennander, Idolerna (Lalla Hansson, Svenne Hedlund, Tommy Blom, Lennart Grahn), Marie Bergman, Anne-Lie Rydé, Louise Hoffsten , Ole Paus, Plura Jonsson, Ola Bjurman, Börge Ring, Ingemar Olsson, Dan Tillberg, Carola Häggkvist, Lena Philipsson, Marie Fredriksson, Sven Ingvars, Harpo, Anna Lotta Larsson

## Videosessioner från olika delar av Olssons karriär
- 1982 Ulf Lundell - Odysseus - Live från Konserthuset 1982[4]
- 1983 Ola Magnell - Tomma tunnor - Klipp från Tv-framträdande[5]
- 1985 Ulf Lundell - Bandpresentation/Fri man i stan - Live från Hovet/Stockholm[6]
- 1985 Tottas bluesband - Going down - Live från Anc-galan[7]
- 1985 Tottas bluesband - Sail away - Live från Anc-galan[8]
- 1985 Dan Hylander & Raj Montana Band - Hymn till en snubblad vandrare - Live från Anc-galan[9]
- 1990 Grymlings - Mitt bästa för dig - Officiella musikvideon[10]
- 2009 Stockholm Stoner - Broken wing angel & The bridge - Live från Nyhetsmorgon[11]

## Album producerade/medproducerade av Hasse Olsson
- Tove Naess Fighting for love 1985, Shine on 1987, The Album 1988, Time of trust 1990
- Big Deal
- Ola Magnell Blå neon 1986
- Björn Holm Man över bord 1987
- Lennart Grahn Den nakna sanningen 1996
- Peter Lundblad Allt betyder allt 1997
- The Funk Gang 1997
- Charlotte Perrellis hyllnings-skiva till Monica Zetterlund I din röst 2006.

## Diskografi (urval)
Nedan är en lista med ett urval av skivor där Hasse Olsson medverkat.

- 1978 Peter Lundblad - Vem ska trösta knyttet
- 1978 Lasse Tennander - På jakt
- 1979 Lasse Tennander - Längst därinne är himlen ändå röd
- 1979 Peter Lundblad - Club Öken
- 1980 Ulf Lundell - Längre inåt landet
- 1980 Lasse Lindbom Band - Tärningen är kastad
- 1980 Py Bäckman - Hard wind blows
- 1980 Kal P Dal - Svarta fåret
- 1981 Peter Lundblad - Jag tänker på dom ibland
- 1981 Dan Hylander - September
- 1981 Ola Magnell - Europaväg 66
- 1981 Niklas Strömstedt - Skjut inte… det är bara jag
- 1982 Ulf Lundell - Kär och galen
- 1982 Low Budget Blues Band - Low Budget Blues band
- 1982 Dan Hylander - Bella notte
- 1982 Py Bäckman - Belle de jour
- 1982 Mats Ronander - God bok
- 1983 Ulf Lundell - Sweethearts
- 1983 Ola Magnell - Gaia
- 1983 Mikael Rickfors - Blue Fun
- 1983 Niklas Strömstedt – Andra äventyr
- 1983 Dan Hylander - Calypso
- 1983 Py Bäckman - Sista föreställningen
- 1983 Eric Andersen - Tight in the night
- 1984 Dan Hylander - Om änglar och sjakaler
- 1984 Py Bäckman - Kvinna från Tellus
- 1984 Mats Ronander - 50/50
- 1984 Ratata - Paradis
- 1984 Marie Fredriksson - Het vind
- 1985 Ulf Lundell - Den vassa eggen
- 1985 Mats Ronander - Tokig
- 1985 Tove Naess - Fighting for love
- 1985 Dan Hylander & Py Bäckman - Telegram långt farväl / Live
- 1985 ANC - galan (Raj Montana Band/Tottas Bluesband/Hansson De Wolfe United)
- 1986 Mikael Rickfors - Rickfors
- 1986 Ola Magnell - Blå neon
- 1987 Ulf Lundell - Det goda livet
- 1987 Tove Naess - Shine on
- 1987 Björn Holm - Man över bord
- 1988 Tove Naess - The Album
- 1990 Tove Naess - Time of trust
- 1990 Grymlings - Grymlings
- 1990 Low Budget Blues Band - Low Budget Blues band II
- 1990 Lisa Nilsson - Indestructible
- 1990 Carola - Much more
- 1991 Pugh Rogefeldt - Människors hantverk
- 1994 Lasse Lindbom - Vägen söderut
- 1994 Low Budget Blues Band - Country File
- 1996 Lennart Grahn - Den nakna sanningen
- 1997 Peter Lundblad - Allt betyder allt
- 1998 Magnus Johansson - Simplistico
- 1999 Totta Näslund - En dåre som jag
- 2000 Idolerna - Idolerna
- 2001 Jan Malmsjö - Välkommen till min jul
- 2006 Charlotte Perrelli - I din röst